# Johannes van der Vegte
Johannes Albertinus (Johannes) van der Vegte  (Gendringen, 16 december 1892 - Jappenkamp Soengei Sengkol, Medan (Noord-Sumatra), 15 maart 1945) was een Nederlands roeier. Eenmaal nam hij deel aan de Olympische Spelen, maar won bij die gelegenheid geen medaille. 
Op de Olympische Spelen van 1920 in Antwerpen maakte Van der Vegte op 27-jarige leeftijd zijn olympisch debuut bij de acht met stuurman. De roeiwedstrijden vonden plaats op het kanaal van Willebroek, vlak bij Brussel, tussen het domein "Drie Fonteinen" te Vilvoorde  en de cokesfabriek "Marly" te Neder-Over-Heembeek. Het Nederlandse team finishte in de eerste serie met een tijd van 6.38,2 en werd hiermee uitgeschakeld door de Franse ploeg. 
Van der Vegte was aangesloten bij roeivereniging D.S.R.V. Laga in Delft en later bij de Rotterdamse Zeil en Roeivereniging De Maas. Hij was werktuigkundig ingenieur en werkte als werktuigkundige bij een filiaal van een elektrotechnisch bureau in Batavia. 

## Palmares

### roeien (twee zonder stuurman)
- 1925:  EK in Praag

### roeien (vier zonder stuurman)
- 1920: series OS - 6.38,2
- 1925:  EK in Praag

Philip Jongeneel · 
Johannes van der Vegte · 
Bernard te Hennepe · 
Willem Hudig · 
Frederik Koopman · 
Huibert Boumeester · 
Johannes Haasnoot · 
Robbert Blaisse · 
Liong Siang Sie (stuurman)